# Pyrrhosoma
Genre
Pyrrhosoma est un genre d'insectes odonates du sous-ordre des Zygoptera, de la famille des Coenagrionidae.

## Liste d'espèces
Selon BioLib (20 janvier 2025) et Catalogue of Life (20 janvier 2025) :
- Pyrrhosoma elisabethae Schmidt, 1948 - la Nymphe de Grèce
- Pyrrhosoma nymphula (Sulzer, 1776) - la Nymphe au corps de feu